# 梅守峻
梅守峻（1558年—1610年），字貞卿，號春濤，又號大庾，南直隸寧國府宣城縣人，明朝政治人物。

## 生平
梅守峻九歲能文，有“神童”之譽。萬曆十年（1582年）壬午科應天鄉試第四名舉人，萬曆十一年（1583年）癸未科會試八十八名，未殿試，萬曆十四年（1586年）丙戌科補殿試，登二甲第三十四名進士。吏部觀政，任戶部陝西司主事，改兵部職方司、吏部驗封司、文選司主事，升稽勳司員外郎、考功司郎中等，出為陝西參政，分守潼關。

## 著作
有《銓衡奏議》《發奸顛末》《燕遊草》《雲駕樓集》等。

## 家族
曾祖梅珍；祖父梅棖，號小溪，曾任淮王府典膳；父梅繼善，梅棖第五子，號城山，由歲貢生任安慶府學教授，累贈奉政大夫禮部精膳司郎中，祀鄉賢。母張氏。具慶下。生子四：梅守相、梅守極、梅守峻、梅守和。
兄梅守相，隆慶庚午舉人、萬曆己丑進士；梅守極，萬曆丙子舉人；弟梅守和，萬曆乙酉舉人、戊戌進士。一門兄弟三進士一舉人，為官皆有德政，一時傳為美談。
從兄梅守德，辛丑進士，官參政。